# حادث القوات الجوية الروسية في الباب 2017
حادث القوات الجوية الروسية في الباب 2017 هي حادثة حصلت عقب مهاجمة القوات الجوية الروسية بطائرات من طراز توبوليف تي يو-22 إم الجنود الأتراك عن طريق الخطأ في مدينة الباب بحلب مما تسبَّب في مقتل 3 جنود أتراك وإصابة 11 آخرين بجروح.

## الحادث
حلقت طائرة من طراز توبوليف تي يو-22 إم تابعة لسلاح الجو الروسي فوق مبنى في الباب بسوريا؛ وكانت المعلومات الاستخباراتية تُؤكد على أن هناك عناصر من تنظيم الدولة الإسلامية (داعش). في البداية أسقطت الطائرة قنبلة وتبين فيما بعد أن الجيش التركي يتمركز داخل المبنى. تسبب انفجار القنبلة في مقتل 3 من الجنود الأتراك وإصابة 11 آخرين. اعتبر الجيش التركي أن الحادث كان عرضيًّا واعتبره «هجومًا بنيران صديقة». أما ديمتري بيسكوف المتحدث باسم الرئاسة الروسية الكرملين فقد قال: «هناك معلومات استخباراتية تصل لقواتنا ... لا ينبغي للقوات التركية التواجد في تلك الإحداثيات.» أثارت هذه التصريحات جدلا كبيرا ورفضها الكثير من المسؤولين الأتراك.

## ما بعد الحادث
أعلنت هيئة الأركان العامة التركية أن الطائرة الحربية الروسية استهدفت الجنود الأتراك عن طريق الخطأ لا غير. وأكدت الحكومة الروسية على عمل الرئيس الروسي فلاديمير بوتين من أجل تصحيح هذا الخطأ حيث دعا الرئيس التركي رجب طيب أردوغان وأعرب له عن كامل أسفه.

## ردود الفعل
- - حزب الحركة القومية (MHP): انتقد رئيس الحزب دولت بهجلي في 12 فبراير البيان الروسي واصفا إياه بأنه عار،[6] وقال: «هناك مسألة مهمة جدا وهي أنه لا يُمكن أن تفر من العقاب برسالة تعزية» في حين صرح رئيس حزب الشعب الجمهوري كمال قلجدار أوغلي على حسابه في تويتر مُؤكدا على أن التطورات في سوريا هي من ستُؤكد عرضية الحادث من عدمه.[7]